# Врангель, Антон Йохан
Граф Антон Йохан Врангель (младший) (швед. Anton Johan Wrangel den yngre; 3 января 1724, Стокгольм — 23 апреля 1799, Карлскруна) — шведский военный деятель, первый адмирал шведского королевского военно-морского флота (1776—1799), лорд королевства (En af rikets herrar), руководитель Адмиралтейства Швеции в Карлскруна.

## Биография

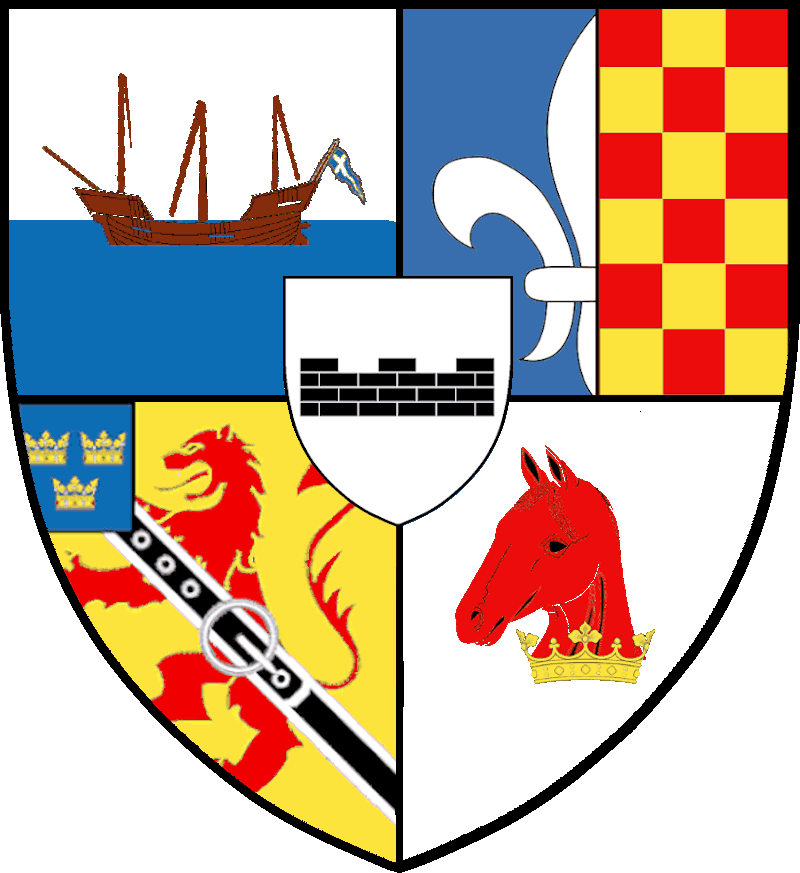
Герб Антона Йохана Врангеля

Родился в семье адмирала Антона Йохана Врангеля (старшего) и Катарины Софии Круузе. Поступил в Королевский флот Швеции в качестве офицера Адмиралтейства, в 1742 году был произведён в чин лейтенанта, в 1748 году стал капитан-лейтенантом, в 1749 году — капитаном и капитаном фрегата в 1754 году. В 1765—1766 годах занимал должность представителя военно-морского флота в шведском парламенте.
В 1765 году произведён в генерал-адъютанты. В следующем году принял на себя руководство кадетским корпусом. В 1769 г. был произведен в вице-адмиралы .
В 1772 году назначен командующим военно-морской базой Карлскруна, самой важной в Швеции, в 1773 году получил чин адмирала. В 1776 г. занял пост первого адмирала и главы Адмиралтейства в Карлскруне. С 1784 года — генерал-адмирал.
Во время Гогландского сражения (17 июля 1788) был самым близким советником герцога Сёдерманландского Карла, которому оперативно помогал.
Между 1790 и 1792 годами снова был командующим военно-морской базой Карлскруна, в 1794 году назначен председателем Комиссии по морскому праву, а в 1797 году — по военным вопросам, касающимся флота.